# Denmark Open 1986
Die Denmark Open 1986 im Badminton fanden vom 16. bis zum 19. Oktober 1986 in Aalborg statt. Das Turnier wurde in Kategorie 1 der Grand-Prix-Wertung eingestuft.

## Finalergebnisse
| Disziplin    | Sieger                       | Finalist                      | Ergebnis           |
| ------------ | ---------------------------- | ----------------------------- | ------------------ |
| Herreneinzel | Morten Frost                 | Michael Kjeldsen              | 15-9, 15-10        |
| Dameneinzel  | Zheng Yuli                   | Pernille Nedergaard           | 11-4, 11-3         |
| Herrendoppel | Li Yongbo Tian Bingyi        | Martin Dew Dipak Tailor       | 15-9, 15-3         |
| Damendoppel  | Gillian Clark Gillian Gowers | Zheng Yuli Gu Jiaming         | 9-15, 18-15, 17-16 |
| Mixed        | Martin Dew Gillian Gilks     | Jesper Knudsen Nettie Nielsen | 15-10, 15-11       |